# Aigua d'Ora
L'Aigua d'Ora o Aiguadora és un riu prepirinenc de les comarques del Berguedà, Solsonès i Bages, afluent per l'esquerra del Cardener en el qual desguassa a prop de Cardona a 414 m d'altitud. És de règim nivopluvial, amb un màxim al maig (de fusió i pluges) i un altre de secundari al novembre (pluvial), i un mínim a l'agost i al febrer. Neix al peu de la Roca Gran de Ferrús, a la serra d'Ensija, al terme de Gósol. Rep el nom d'Aigua de Llinars fins a Llinars. Després de passar el congost de Sant Pere de Graudescales entra a la Valldora i travessa molt encaixat l'accidentat relleu del Berguedà i del Solsonès, però a partir de Sorba la vall s'eixampla.

## Termes municipals per on passa
Des del seu naixement, l'Aigua d'Ora travessa successivament els següents municipis i comarques.
|                                                    | Longitud (en m.) | % del recorregut |
| -------------------------------------------------- | ---------------- | ---------------- |
| Per l'interior del municipi de Gòsol               | 581              | 1,47%            |
| Per l'interior del municipi de Guixers             | 252              | 0,64%            |
| Fent de frontera entre Guixers i Fígols            | 2.995            | 7,58%            |
| Per l'interior del municipi de Montmajor           | 2.398            | 6,07%            |
| Per l'interior del municipi de Castellar del Riu   | 3.248            | 8,22%            |
| Fent de frontera entre Guixers i Castellar del Riu | 230              | 0,58%            |
| Per l'interior del municipi de Guixers             | 3.725            | 9,43%            |
| Per l'interior del municipi de Navès               | 12.741           | 32,25%           |
| Fent de frontera entre Navès i Montmajor           | 2.720            | 6,91%            |
| Per l'interior del municipi de Navès               | 1.682            | 4,26%            |
| Fent de frontera entre Navès i Montmajor           | 405              | 1,03%            |
| Per l'interior del municipi de Montmajor           | 2.885            | 7,30%            |
| Fent de frontera entre Cardona i Montmajor         | 2.217            | 5,61%            |
| Per l'interior del municipi de Cardona             | 3.417            | 8,65%            |
| C o m a r q u e s                                  |                  |                  |
|                                                    | Longitud (en m.) | % del recorregut |
| Per l'interior del Solsonès                        | 18.400           | 46,58%           |
| Per l'interior del Berguedà                        | 9.111            | 23,06%           |
| Fent de frontera entre el Solsonès i el Berguedà   | 6.358            | 10,10%           |
| Per l'interior del Bages                           | 3.417            | 8,65%            |
| Fent de frontera entre el Bages i el Berguedà      | 2.217            | 5,61%            |

## Perfil del seu curs
El seu pendent mitjà és del 3,90%.

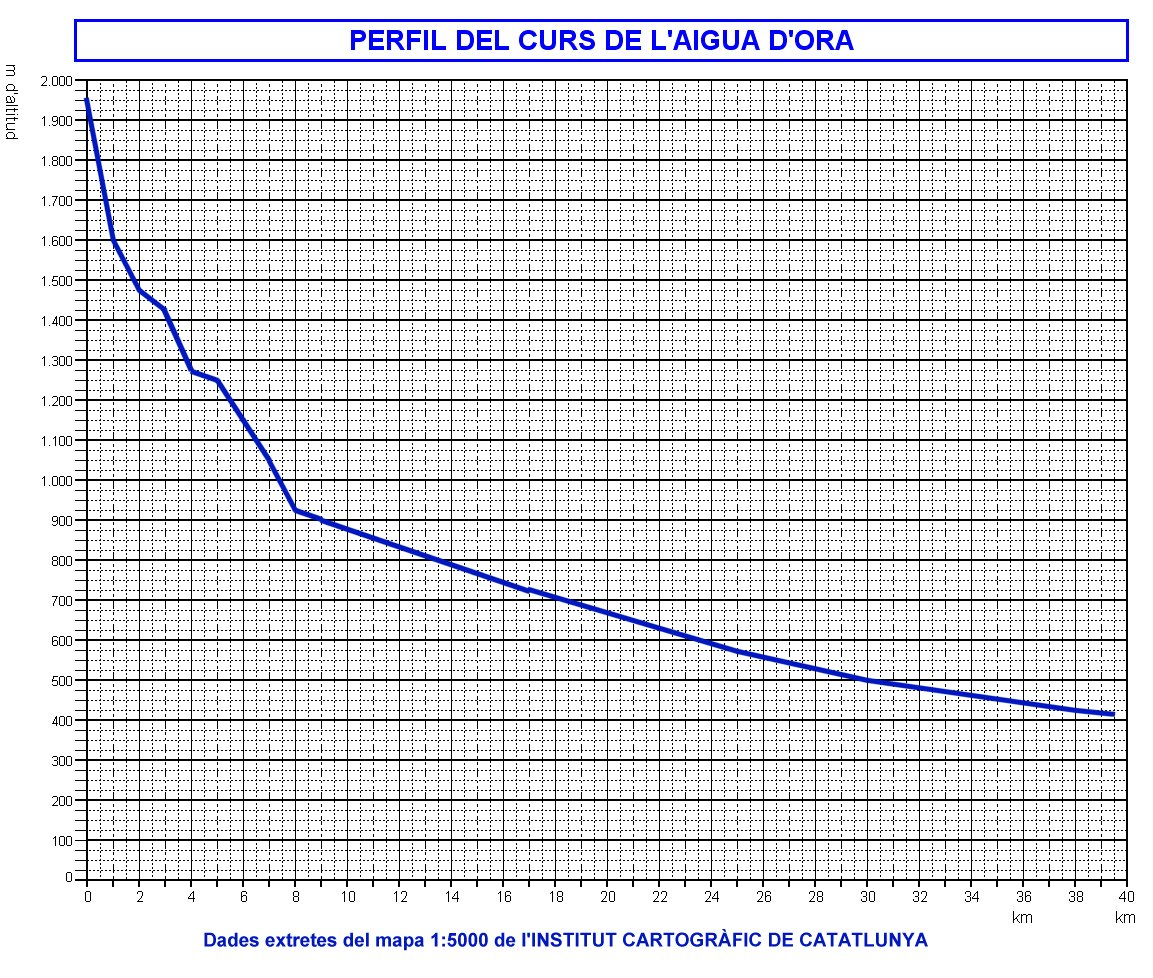
El perfil de l'Aigua d'Ora

Fins als 1.500 m d'altitud el seu pendent mitjà és del 25,33%, amb un mínim del 10% entre els 1.525 i els 1.500 m d'altitud en passar per davant de la masia de la Plana i un màxim del 46,33% entre els 1.775 i els 1.750 m d'altitud, al seu pas per la Canal Gran, encaixonada entre les cingleres de les roques de Ferrús a l'est i les de les Llosanques a l'oest.
Entre els 1.500 m i els 1.000 m d'altitud el seu pendent mitjà és del 8,87% amb un màxim del 34,97% entre els 1.425 i els 1.400 m d'altitud, tram en què travessa la canal del Tec i un mínim del 4% entre els 1.475 m i els 1.450 m d'altitud, en travessar els Plans de la Font del Pi.
Entre els 1.000 i els 700 m d'altitud el seu pendent mitjà és del 3,24% amb un màxim del 15% i un mínim de l'1,5%. En aquest tram passa pel llogaret de Llinars, travessa la carretera de Berga a Sant Llorenç i passa pel monestir de Sant Pere de Graudescales i el llogaret de la Valldora.
Dels 700 m d'altitud fins al seu aiguabarreig amb el Cardener, als 414 m d'altitud, el seu pendent mitjà és de l'1,4%, amb un màxim del 2,22% i un mínim del 0,79%. En aquest tram realitza pràcticament la segona meitat del seu curs.

## Xarxa hidrogràfica
La xarxa hidrogràfica de l'Aigua d'Ora està constituïda per 688 corrents fluvials que sumen una longitud total de 556,4 km.

### Taula de dades

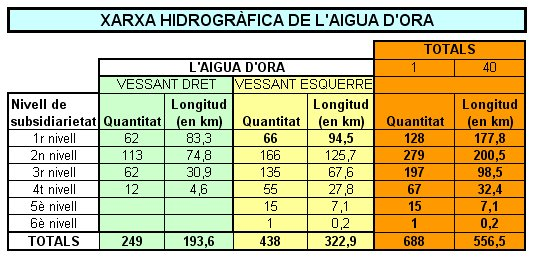
Taula amb les dades detallades

### Distribució municipal
El conjunt de la xarxa hidrogràfica de l'Aigua d'Ora transcorre pels següents termes municipals:
| Terme municipal              | Longitud (en km.) |
| ---------------------------- | ----------------- |
| Capolat (Berguedà)           | 288,5             |
| Navès (Solsonès)             | 251,3             |
| Montmajor (Berguedà)         | 126,1             |
| Castellar del Riu (Berguedà) | 77,1              |
| Guixers (Solsonès)           | 37,2              |
| Fígols (Berguedà)            | 23,9              |
| Cardona (Bages)              | 11,6              |
| L'Espunyola (Berguedà)       | 3,7               |
| Gósol (Berguedà)             | 0,6               |
| Saldes (Berguedà)            | 0,07              |